# Revelj

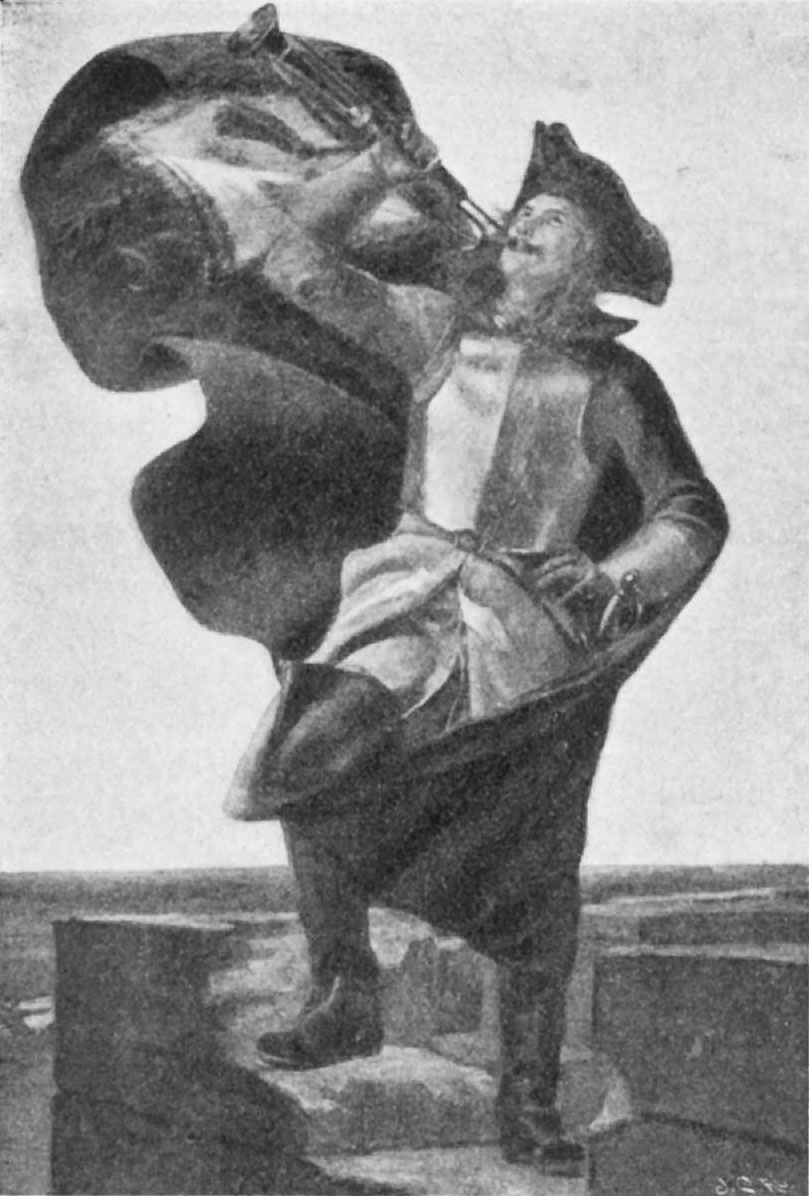
"Revelj", i karolinsk tappning, av Gustaf Cederström

Revelj (av franska réveil, från réveiller "(åter) väcka") är en militär signal som ges på morgonen som ett tecken på att manskapet skall stiga upp. Revelj kan spelas på trumpet, jägarhorn eller trumma. I läger och på skepp kunde reveljen förr föregås av ett kanonskott.

## Sverige
I dag är det vanligt att använda sig av en inspelad revelj som spelas upp i högtalare.
Revelj för hel musikkår, såsom Svenska arméns revelj är, liksom Svenska arméns tapto ett orkesterverk i en sats och har inspirerat till vår tids tattoo och är ett konsertnummer som spelas av en hel musikkår. Båda orkesterverken började användas omkring 1814 och har tillskrivits kung Oskar I och är sannolikt komponerat av den tyske musikern Johann Heinrich Walch.
Ordet "revelj" är belagt i svenska språket sedan 1699.